# Culex perplexus
Culex perplexus är en tvåvingeart som beskrevs av George Frederick Leicester 1908. Culex perplexus ingår i släktet Culex och familjen stickmyggor. Inga underarter finns listade i Catalogue of Life.